# 台湾地蛛
台湾地蛛（学名：Atypus formasensis）为地蛛科地蛛属的动物。分布于台湾等地，生活习性为穴居。该物种的模式产地在台湾。